# This Week
This Week (em português: Esta semana) é um programa matinal da rede de televisão americana ABC, que vai ao ar aos domingos desde 1981. É voltado inteiramente para a política.
A exibição do programa inicia-se às 09:00hs da manhã (UTC−5/UTC−4, no horário de verão), porém muitas estações o exibem mais tarde, especialmente aquelas em outros fusos horários. Atualmente, George Stephanopoulos é o anfitrião pela segunda vez na história de This Week. Desde 1 de agosto de 2010, é ancorado por Christiane Amanpour.